# HCP 405E
HCP 405E (typ 405E, 405Ea i 405Em, seria PKP EM10) – polska elektryczna lokomotywa manewrowa produkowana przez zakłady Hipolita Cegielskiego w Poznaniu. W latach 1990–1991 powstały cztery prototypowe lokomotywy, włączone na stan Polskich Kolei Państwowych. Po podziale PKP, pojazdy serii zostały przekazane PKP Cargo. W 2004 wszystkie lokomotywy przeszły modernizację w ZNLE Gliwice.

## Historia
Kryzys naftowy w latach 70. XX stulecia i galopujące ceny ropy na światowych rynkach spowodowały zainteresowanie się trakcją elektryczną również do prac manewrowych. Plany zakładały nawet stuprocentową elektryfikację sieci kolejowej. Inną przyczyną była chęć modernizacji taboru. Mimo że fabryki opuszczały nowe lokomotywy elektryczne serii EU07, ET21 i ET22, to technologicznie były to pojazdy z lat 50. i 60. XX wieku.
Kierunkiem podstawowym miało być wprowadzenie rozruchu impulsowego, zamiast dotychczas stosowanego w PKP – oporowego. Efektem prac miała być przede wszystkim lokomotywa elektryczna do ruchu pasażerskiego w warunkach wysokich prędkości, jednakże zaawansowane prace konstruktorskie oraz skromny budżet nie pozwoliły na wprowadzenie rozruchu tyrystorowego w dopiero co zaprojektowanej lokomotywie serii EP09.
Wykorzystując środki rządowe przeznaczone na rozwój techniki, Ośrodek Badawczo-Rozwojowy Pojazdów Szynowych w Poznaniu współpracując z warszawskim Instytutem Elektrotechniki zaprojektował w 1988 ergonomiczną, elektryczną lokomotywę manewrową typu 405E. W połowie tego samego roku Polskie Koleje Państwowe wydzierżawiły od ČSD podobną technicznie lokomotywę serii E 458.1, również wyposażoną w rozruch impulsowy. Po testach, PKP zdecydowało się na zamówienie pilotażowej serii lokomotyw przygotowanych według projektu OBRPS. W 1990 Zakłady im. Hipolita Cegielskiego w Poznaniu wyprodukowały cztery prototypowe egzemplarze, oznaczone w PKP jako EM10. W dwóch zastosowano układ przekształtnikowy produkcji rodzimej (typ 405E), zaś w dwóch pozostałych – czeski (typ 405Ea). Były to pierwsze polskie lokomotywy elektryczne wyposażone w rozruch impulsowy oraz mikroprocesorowy układ sterowania.
Mimo wcześniejszego zainteresowania ze strony PKP, przewoźnik nie zdecydował się na zakup większej partii lokomotyw, a prace nad budową kolejnych egzemplarzy pojazdu i rozwojem rozruchu impulsowego zostały zatrzymane.

## Konstrukcja

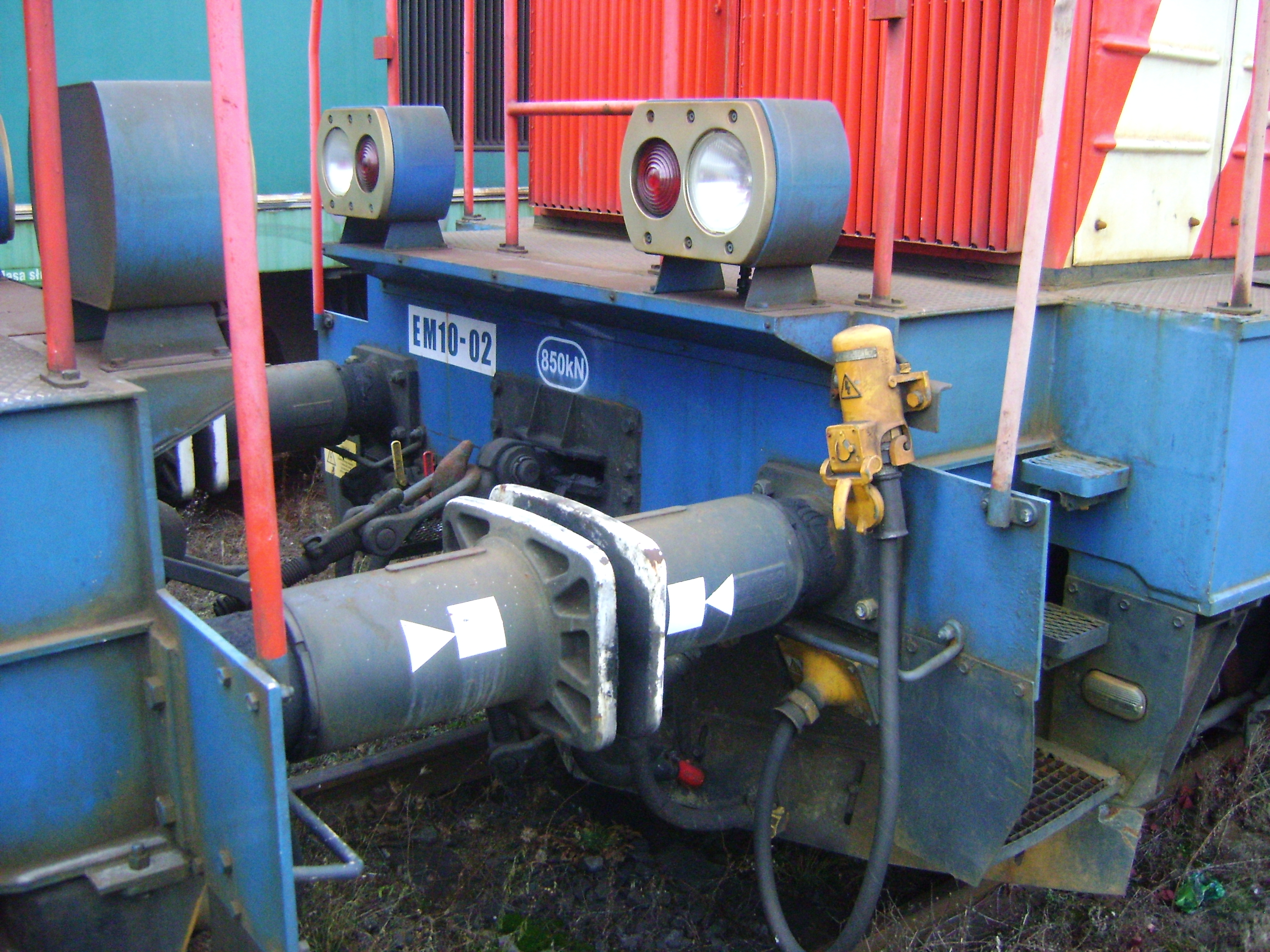
Reflektory halogenowe, zderzaki i sprzęg zmodernizowanej lokomotywy

Lokomotywy elektryczne EM10 przeznaczone są głównie do prowadzenia pracy manewrowej na torach zelektryfikowanych na stacjach oraz górkach rozrządowych, jednak ich charakterystyka pozwala na wykorzystanie do prowadzenia lekkich pociągów towarowych i pasażerskich. Lokomotywa może prowadzić po torze poziomym pociąg towarowy o masie 1500 ton z prędkością 60 km/h, a pociąg pasażerski o masie 550 ton z prędkością do 70 km/h. Prędkość konstrukcyjna lokomotywy wynosi 80 km/h, natomiast maksymalna siła pociągowa osiąga 250 kN.

### Pudło
Nadwozie lokomotyw serii składa się z dwóch przedziałów maszynowych oplecionych pomostem oraz umiejscowionej pośrodku kabiny maszynisty. Gięte kształtowniki stalowe, zespawane razem, stanowią szkielet konstrukcji. Całość przykryta została blachami stalowymi. Połączenie pudła z ostojami zrealizowano za pomocą śrub. W przedziale maszynowym A umieszczono przekształtniki tyrystorowe, przetwornicę z wentylatorem chłodzenia silników, bloki kondensatorów i szafę niskiego napięcia. Drugi przedział zajmują: wyłącznik szybki, szafy wysokiego napięcia, aparatura pneumatyczna, sprężarki oraz zespół hamulca elektrodynamicznego. Ponadto w każdym z przedziałów znajdują się akumulatory oraz układ chłodzenia silników. Dostęp do przedziałów możliwy jest przez zdejmowanie blach poszycia, a dzięki otwieranym dachom przedziałów, serwisowanie lokomotywy jest łatwiejsze.

### Podwozie i wózki
Lokomotywa oparta jest na dwóch dwuosiowych wózkach z napędem indywidualnym. Na pierwszy stopień usprężynowienia składają się sprężyny śrubowe i tłumiki drgań. Drugi stopień stanowi zestaw ośmiu (po cztery na wózek) wielkogabarytowych sprężyn typu Flexicoil. Była to pierwsza polska lokomotywa z zawieszeniem tego typu. Siły pociągowe przenoszone są poprzez skośne cięgło. Silniki zawieszono w ramach wózka za nos za pomocą łożysk ślizgowych i przenoszą moment obrotowy na zestawy kołowe poprzez przekładnie o prostych zębach. W celu zmniejszenia oddziaływania pojazdu na tor podczas pokonywania łuków, zastosowano poprzeczne siłowniki hydrauliczne oraz smarownice obrzeży obręczy kół.
Układ hamulcowy składa się z czterech niezależnych systemów, w tym hamulce pneumatyczne i elektrodynamiczne. Jeden zestaw kołowy wyposażono także w postojowy hamulec hydrauliczny. Układ powietrzny zasila agregat sprężarkowy o wydajności 4 m³/min. – składa się ze sprężarki śrubowej typu CF75G napędzanej silnikiem elektrycznym LKPa368.

### Napęd i część elektryczna
Napęd lokomotywy stanowią cztery silniki typu LKa493 o mocy ciągłej 240 kW wyprodukowane przez „Dolmel” Wrocław, połączone w pary szeregowo i razem równolegle. Nad pracą każdej pary silników czuwał oddzielny przekształtnik, zbudowany z tyrystorów GTO z wymuszoną komutacją kondensatorową. Wszystkie lokomotywy serii otrzymały moduł układu prędkości zadanej (UPZ), utrzymujący stałą prędkość pojazdu poprzez regulację napięcia dostarczanego do silników trakcyjnych oraz obwód ogrzewania składów pasażerskich.
Rozrząd, obwody pomocnicze oraz oświetlenie wykorzystywały prąd stały o napięciu 110 V, pochodzący z przetwornicy oraz akumulatorów.
Lokomotywy EM10 do czasu modernizacji mogły pracować w trakcji ukrotnionej (podwójnej) w wypadku przetoku bardzo ciężkich składów. W trakcie modernizacji zdemontowano układ, pozbawiając lokomotywy tej możliwości.

### Kabina maszynisty

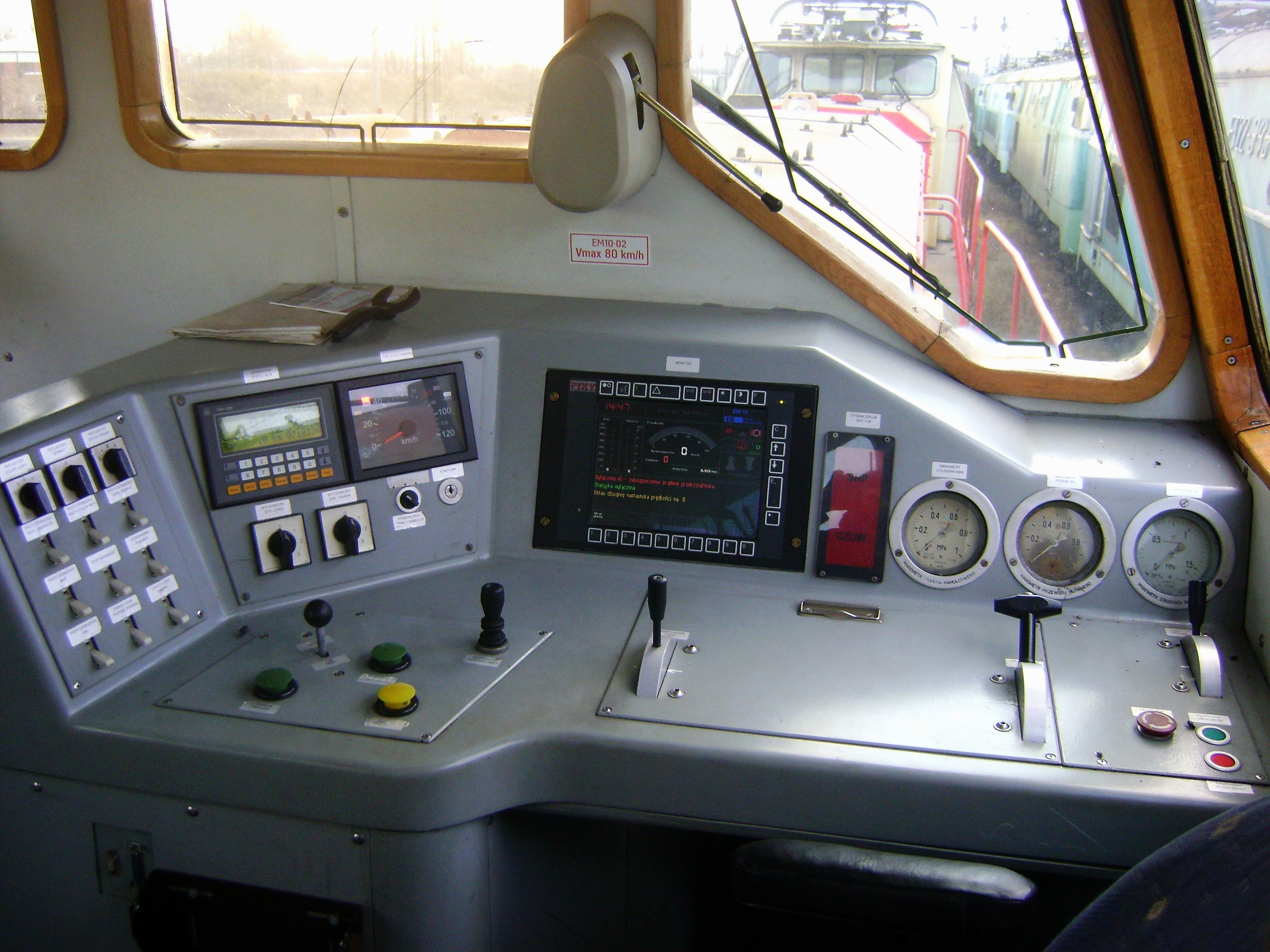
Pulpit lokomotywy po modernizacji

W połowie długości pudła znajduje się kabina maszynisty z dwoma pulpitami sterowniczymi. Była to pierwsza polska lokomotywa jednokabinowa, w której zastosowano oddzielne pulpity dla każdego kierunku jazdy. Przy jednym z nich zabudowano nagrzewnicę, kran hamulca postojowego oraz kuchenkę. Przy pulpicie B – szafy elektryczne. Na każdej ze ścian bocznych znajdują się drzwi wejściowe otwierane do wewnątrz. Wielowarstwowe szyby klejone w ścianie czołowej ogrzewane są elektryczne.

### Modernizacja

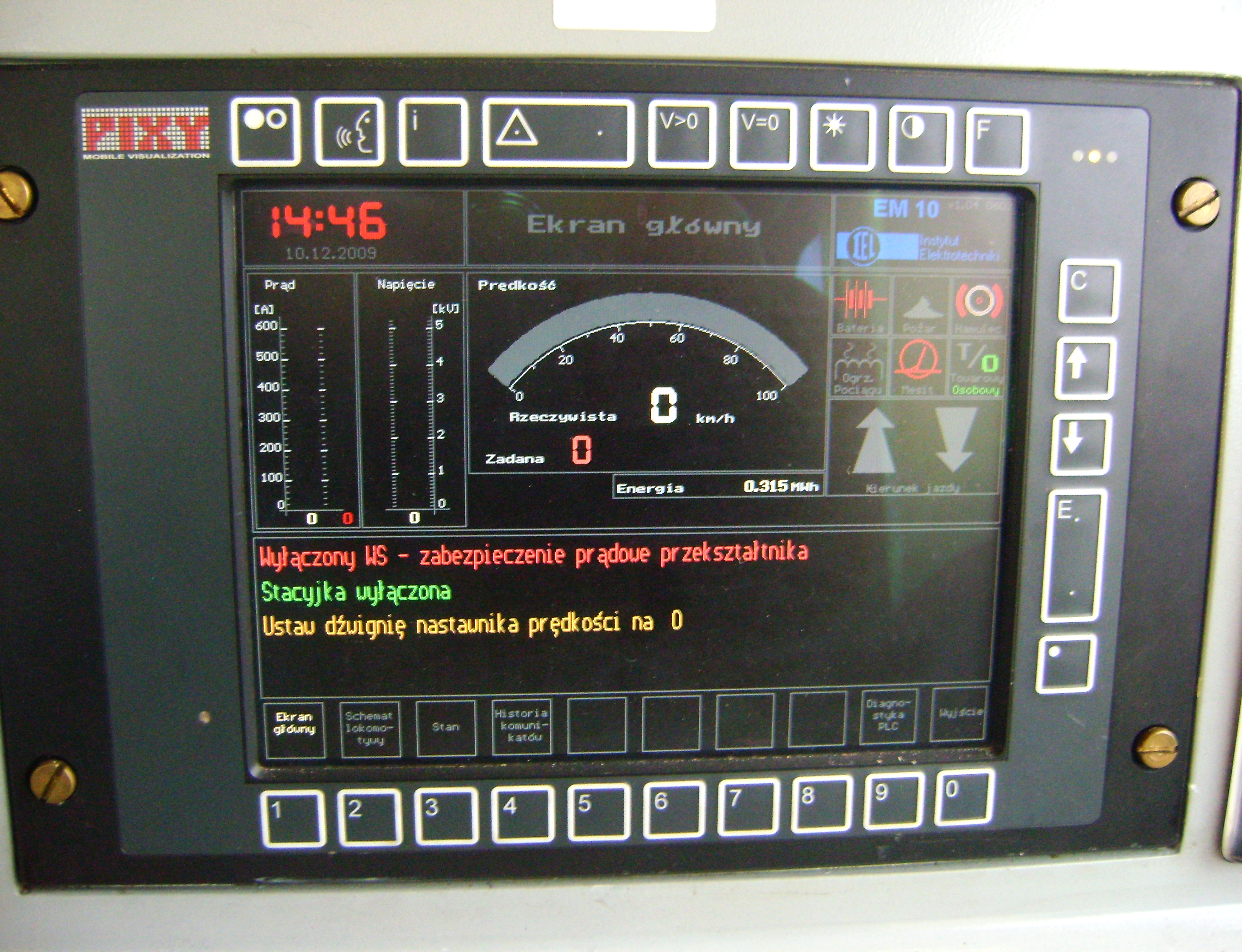
Ekran główny komputera pokładowego

W 2002, z uwagi na stosunkowo młodą konstrukcję lokomotyw i niewielką serię, podjęto decyzję o modernizacji wszystkich EM10. Wszystkie plany modernizacyjne opracowali specjaliści z Zakładu Utrzymania Taboru PKP Cargo oraz inżynierowie ZNLE Gliwice i Instytutu Elektrotechniki (IEL). Lokomotywy wysłano do gliwickiego Zakładu Napraw Lokomotyw Elektrycznych w 2002, lecz dopiero w marcu następnego roku podpisano umowę na modernizację. Prace naprawczo-modernizacyjne trwały od marca 2003 do lipca 2004.
Pierwszym etapem był demontaż wszystkich części, piaskowanie ramy i zabezpieczenie nową warstwą farby proszkowej. Głównym kierunkiem rekonstrukcji była wymiana układów elektrycznych. Część mechaniczną pozostawiono bez większych zmian. Zawodne przekształtniki tyrystorowe wymieniono na układ regulacyjny oparty na tranzystorach wykonanych przez IEL. Każdy przekształtnik otrzymał po dwa tranzystory IGBT, regulujące procesy hamowania i rozruchu. Odnowiono całą sieć elektryczną wysokiego i niskiego napięcia. W lokomotywach zamontowano nowe próżniowe wyłączniki szybkie typu DCU-800 produkcji ZAE Woltan z Łodzi, pantografy jednopołówkowe typu Fb86.22-PKP dostarczone przez Stemmann Polska oraz nagrodzone podczas targów Trako 2003 przetwornice statyczne ENI-PL 3000/110DC i ENI-PL 110/400AC, wyprodukowane przez ENIKA Łódź. Pojazdy otrzymały reflektory halogenowe, pozbawiono je jednak pracy ukrotnionej.
Zmianie poddano także kabinę maszynisty – zwykły prędkościomierz zastąpiono cyfrowym odpowiednikiem z rejestratorem. Nowy, zaprojektowany i wykonany w IEL mikroprocesorowy system sterowania z układem prędkości zadanej połączony został z komputerem monitorującym i zapisującym parametry pracy pojazdu. Maszynista zyskał ergonomiczny fotel, wycieraczki szyb z napędem elektrycznym oraz szafkę socjalną.
Lokomotywy opuszczające ZNLE Gliwice ujednolicono pod względem mechanicznym, elektrycznym oraz dobalastowano do wymaganej masy wynoszącej 72 tony. Zmodernizowane EM10 otrzymały nowy schemat malowania zgodny z wzorem PKP Cargo wykonany farbą odporną na graffiti, zmieniono typ na 405Em oraz numerację z 001, 002, 101 i 102 na odpowiednio 01, 02, 03 i 04.

## Eksploatacja
| EM10-001 EM10-01     | EM10-001 EM10-01          | EM10-002 EM10-02     | EM10-002 EM10-02          | EM10-101 EM10-03 | EM10-101 EM10-03          | EM10-102 EM10-04 | EM10-102 EM10-04          |
| -------------------- | ------------------------- | -------------------- | ------------------------- | ---------------- | ------------------------- | ---------------- | ------------------------- |
| Skarżysko-Kamienna   | 16.05.1991 – 14.03.2000   | Skarżysko-Kamienna   | 16.05.1991 – 14.03.2000   | Poznań           | 3.12.1990 – 26.07.1995    | Poznań           | 11.01.1991 – 26.07.1995   |
| Poznań (delegacja)   | 16.05.1991 – 27.06.1991   | Poznań (delegacja)   | 16.05.1991 – 27.06.1991   | Katowice         | 27.07.1995 – 10.02.2000   | Katowice         | 27.07.1995 – 10.02.2000   |
| Katowice (delegacja) | 1.09.1992 – 30.09.1992    | Katowice (delegacja) | 6.10.1992 – 30.10.1992    | Kraków           | 11.02.2000 – 27.07.2004   | Kraków           | 11.02.2000 – 10.08.2004   |
| Wrocław              | 15.03.2000 – jesień 2006  | Wrocław              | 15.03.2000 – jesień 2006  | Wrocław          | 28.07.2004 – jesień 2006  | Wrocław          | 11.08.2004 – jesień 2006  |
| Nowy Sącz            | jesień 2006 – koniec 2008 | Nowy Sącz            | jesień 2006 – koniec 2008 | Nowy Sącz        | jesień 2006 – koniec 2008 | Nowy Sącz        | jesień 2006 – koniec 2008 |
| Poznań               | od początku 2009          | Poznań               | od początku 2009          | Poznań           | od początku 2009          | Poznań           | od początku 2009          |
| [ 1 ] [ 6 ]          |                           |                      |                           |                  |                           |                  |                           |

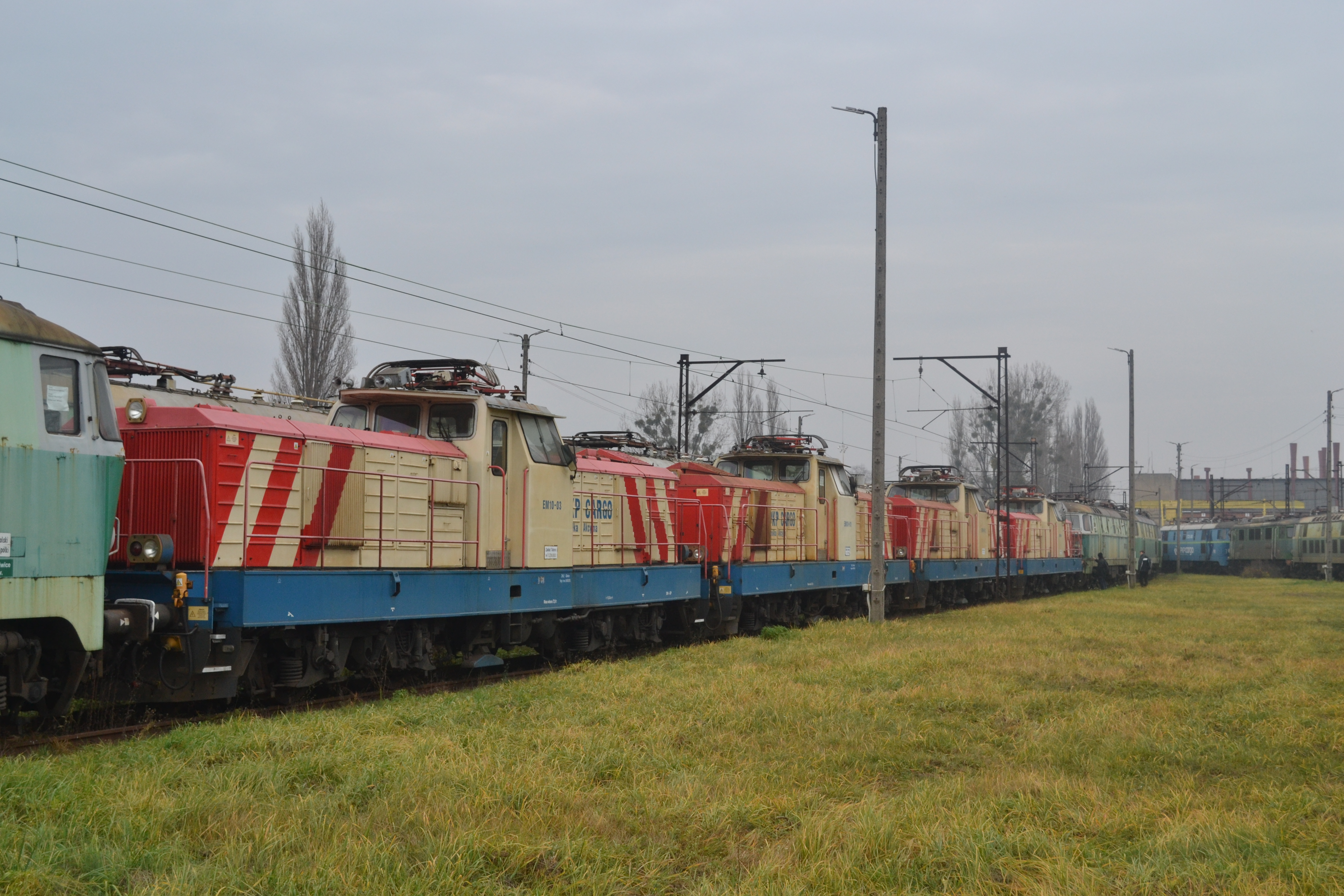
Lokomotywy na poznańskim Franowie, listopad 2012

Lokomotywy wyposażone w aparaturę polską (typ 405E) zjechały z taśm montażowych HCP w czerwcu 1990 i po serii testów, na przełomie roku 1990/1991 zostały przydzielone do obsługi stacji rozrządowej Poznań Franowo. Dwa pozostałe elektrowozy opuściły fabrykę w kwietniu 1991 i mimo przypisania ich do Skarżyska-Kamiennej, pozostały na delegacji w Poznaniu na nieco ponad miesiąc. We wrześniu 1992 skarżyskie pojazdy oddelegowano na miesiąc do Katowic. Lokomotywy 405Ea pracowały w Skarżysku przy górce rozrządowej oraz prowadzeniu lokalnych pociągów osobowych.
O ile eksploatacja maszyn z czeską aparaturą rozruchu impulsowego była bezawaryjna, o tyle polskie podzespoły często ulegały awariom. W obliczu całkowitego unieruchomienia lokomotyw stacjonujących w Poznaniu, oba egzemplarze oddano do producenta, który wymienił sprawiające problemy układy polskie na czeskie, unifikując serię. Przy okazji dokonano także innych zmian, mających na celu poprawę niezawodności – usunięto hydrauliczny sprzęg międzywózkowy i wymieniono hamulec postojowy z hydraulicznego na sprężynowy. Pojazdy wróciły do MD Poznań w kwietniu 1995, a trzy miesiące później skierowano je do obsługi stacji Katowice Zawodzie.
W połowie 1999 wszystkie lokomotywy odstawiono ze względu na trudności w obsłudze niezelektryfikowanych części stacji Zawodzie i Franowo. W 2000 lokomotywy ze Skarżyska przebazowano do Krakowa, gdzie obsługiwały stację Zakopane i pociągi awaryjne. Poznańskie EM10 trafiły do Wrocławia (sekcja Jelenia Góra), zatrudniane, wobec drastycznego ograniczenia prędkości szlakowej na linii Jelenia Góra – Szklarska Poręba Górna, do prowadzenia pociągów osobowych (w EZT serii EN57 i EN71 często przegrzewały się opory rozruchowe i składy defektowały).
Mimo nowoczesnej konstrukcji i innowacyjnego rozruchu, lokomotywy serii nie cieszyły się wśród kolejarzy popularnością. W ruchu manewrowym preferowano pojazdy serii SM42, a do obsługi ruchu towarowego na liniach zelektryfikowanych kierowano ciężkie lokomotywy serii ET21 i ET22. Ponadto, po dziesięciu latach użytkowania dochodziło do coraz częstszych awarii elektroniki unieruchamiających elektrowozy. Wobec powyższego, w 2002, przy okazji zbliżającej się drugiej naprawy rewizyjnej podjęto decyzję o modernizacji lokomotyw.
Po modernizacji, latem 2004, wszystkie egzemplarze zostały skierowane do CM Wrocław, sekcji Wałbrzych, gdzie pracowały do przełomu lat 2006/2007 głównie jako popych składów między Wałbrzychem Głównym a Jaworzyną Śląską, czasami także prowadząc lekkie pociągi towarowe.
Od 2007 do końca 2008 wszystkie cztery lokomotywy zatrudnione były w CM Nowy Sącz, pracując głównie jako popychacze na odcinku Nowy Sącz – Stróże, a od początku 2009 ponownie stacjonowały na poznańskim Franowie, gdzie stały odstawione.
W 2012 zaproponowano przebudowę lokomotyw serii EM10 na pojazdy hybrydowe z dodatkowym małym agregatem prądotwórczym.
W lutym 2017 PKP Cargo prowadziło rozmowy z potencjalnymi nabywcami lokomotyw serii EM10. Na początku 2020 lokomotywy nr 001, 002 i 004 zostały wystawione na licytację elektroniczną. Pod koniec maja 2021 roku trzy lokomotywy zostały zezłomowane. Jeden elektrowóz zostanie zachowany jako eksponat zabytkowy.